# 周南市立住吉中学校
周南市立住吉中学校（しゅうなんしりつ すみよしちゅうがっこう）は、山口県周南市住吉町にある公立の中学校。近隣にある周南市立今宿小学校の大半、周南市立徳山小学校および周南市立岐山小学校の一部が進学する。地域住民からは、すみちゅうと言われる。

## 沿革
- 1949年（昭和24年）5月2日 - 徳山第三中学校から分離し、徳山女子商業付属中学校と合併し開校。校舎は徳山市東船町の旧海軍燃料廠工員養成所寄宿舎を使用。
- 1954年（昭和29年）7月15日 - 徳山市中ノ丁の旧徳山高等女学校校舎に移転。
- 1956年（昭和31年）7月23日 - 徳山市東卯の手に移転。
- 1959年（昭和34年）9月 - 校歌制定。
- 1967年（昭和42年）10月20日 - 完全給食開始。
- 1986年（昭和61年） - 校訓制定。
- 1991年（平成3年）
  - 7月20日 - 現在の普通教室棟が完成。
  - 8月6日 - 現在の本館が完成。
  - 9月1日 - 機械警備を導入。
- 1993年（平成5年）2月 - 現在の特別教室棟が完成。

## 校歌・校訓

### 校歌
1959年（昭和34年）9月に制定。作詞は磯永充能、作曲は弘中策。
校歌の他に「住中応援歌」が制定されている。作詞は松田浩明、作曲は増永繁男。

### 校訓
校訓は「自主・創造・敬愛」と制定されている。

## 交通アクセス
電車
- JR徳山駅から北へ約1.5km、徒歩30分。

車
- 山陽自動車道徳山東ICから西へ約4.5km、6分。
- 国道2号周南バイパス住吉中学前交差点付近。